# Prunelar
Le prunelar N, prunelard ou prunelart est un cépage de cuve noir français du vignoble du Sud-Ouest.

## Origine et répartition
Cépage ancien de Gaillac, il est signalé dès le XVIe siècle dans le vignoble, jusqu'à la crise du phylloxera, arrivée dans le Tarn en 1879. Il est cependant difficile de le différencier du Côt N avec lequel il partage certains mêmes noms, cette distinction demande de plus une certaine compétence pour les discerner au vignoble. Dans les textes qui lui sont consacrés, sa faible fertilité et la grande qualité de son vin sont régulièrement mentionnés.
Il est cité par Guyot, comme un cépage originaire de Gaillac. Au XIXe siècle, il formait l'encépagement rouge de l'AOC Gaillac avec le fer servadou et la négrette. Présumé disparu au XXe siècle, il a été retrouvé dans de vieilles vignes. Depuis les années 90, un groupe de viticulteurs motivés par son renouveau l'a remis en culture. Le vin a alors été produit en vin de pays avant son accession à l'AOC en 2008. En effet, lors de l'accession à l'AOC en 1970, il n'a pas été inscrit puisqu'il était présumé disparu.
En 2008, l'aire de culture tournait autour de 12 ha, mais est en probable augmentation.
Un temps, il fut confondu avec le cot (Malbec) avec lequel il présente des ressemblances. Selon Guy Lavignac, ils appartiendraient tous les deux à la même famille des Cotoïdes. Les premiers tests génétiques ont confirmé leur filiation, sans qu'il soit possible de déterminer lequel est parent, lequel est descendant. La réponse a été amenée par la découverte d'un cépage très rare, la magdeleine noire des Charentes. En 2009, Une équipe de chercheurs de l'INRA de Montpellier et de l'Université de Californie à Davis démontre avec des tests génétiques que le prunelar et la magdeleine noire des Charentes sont les parents du malbec N. Ainsi, le prunelar serait un des plus anciens cépages de la famille des Cotoïdes. D'après les dernières analyses génétiques de l'INRA de Montpellier depuis 2012, le prunelar est génétiquement très proche du pinot noir et proche du petit verdot, surement un descendant. 

## Étymologie et synonymes
Le nom prunelar est documenté dès 1537 (la vinho prunelar) en Albigeois. Ce nom est une variante du français prunelier, la forme et la couleur de ses baies recouvertes de pruine évoquant celle des prunelles.
La forme prunelard provient d'une confusion entre le suffixe roman -ar et le suffixe d'origine germanique -ard.
Malgré la paronymie, il ne doit pas être confondu avec le Prunelat qui un cépage distinct.
Il est également documenté sous les formes négrier, prunelat rouge, prunelar du Tarn.

## Aptitudes

### Aptitudes culturales
La coulure physiologique qui a lieu dans les grappes en fait un cépage peu fertile. Des études sont en cours pour observer la floraison et la nouaison en fonction des conditions extérieures, principalement météorologiques.

### Aptitudes technologiques
Il donne un vin à la couleur profonde et rouge sombre. Ses arômes sont à rapprocher de ceux du cot : fruits noirs en particulier.